# Enkianthus
Enkianthus is een geslacht uit de heidefamilie (Ericaceae). Het geslacht bestaat uit veelal bladverliezende struiken en kleine bomen. De soorten komen voor in de oostelijke delen van Azië, van de oostelijke Himalaya als westgrens, tot in Indochina als zuidgrens en tot in China en Japan als noord- en oostgrens.

## Soorten
- Enkianthus campanulatus (Miq.) G. Nicholson
- Enkianthus cernuus (Siebold & Zucc.) Benth. & Hook. f. ex Makino
- Enkianthus chinensis Franch.
- Enkianthus deflexus (Griff.) C. K. Schneid.
- Enkianthus nudipes (Honda)
- Enkianthus pallidiflorus Craib
- Enkianthus pauciflorus E. H. Wilson
- Enkianthus perulatus C. K. Schneid.
- Enkianthus quinqueflorus Lour.
- Enkianthus recurvus Craib
- Enkianthus ruber Dop
- Enkianthus serotinus Chun & W. P. Fang
- Enkianthus sikokianus (Palib.)
- Enkianthus serrulatus (E. H. Wilson) C. K. Schneid.
- Enkianthus subsessilis (Miq.) Makino
- Enkianthus taiwanianus S. S. Ying
- Enkianthus tectus Craib.
- Enkianthus tubulatus P. C. Tam.

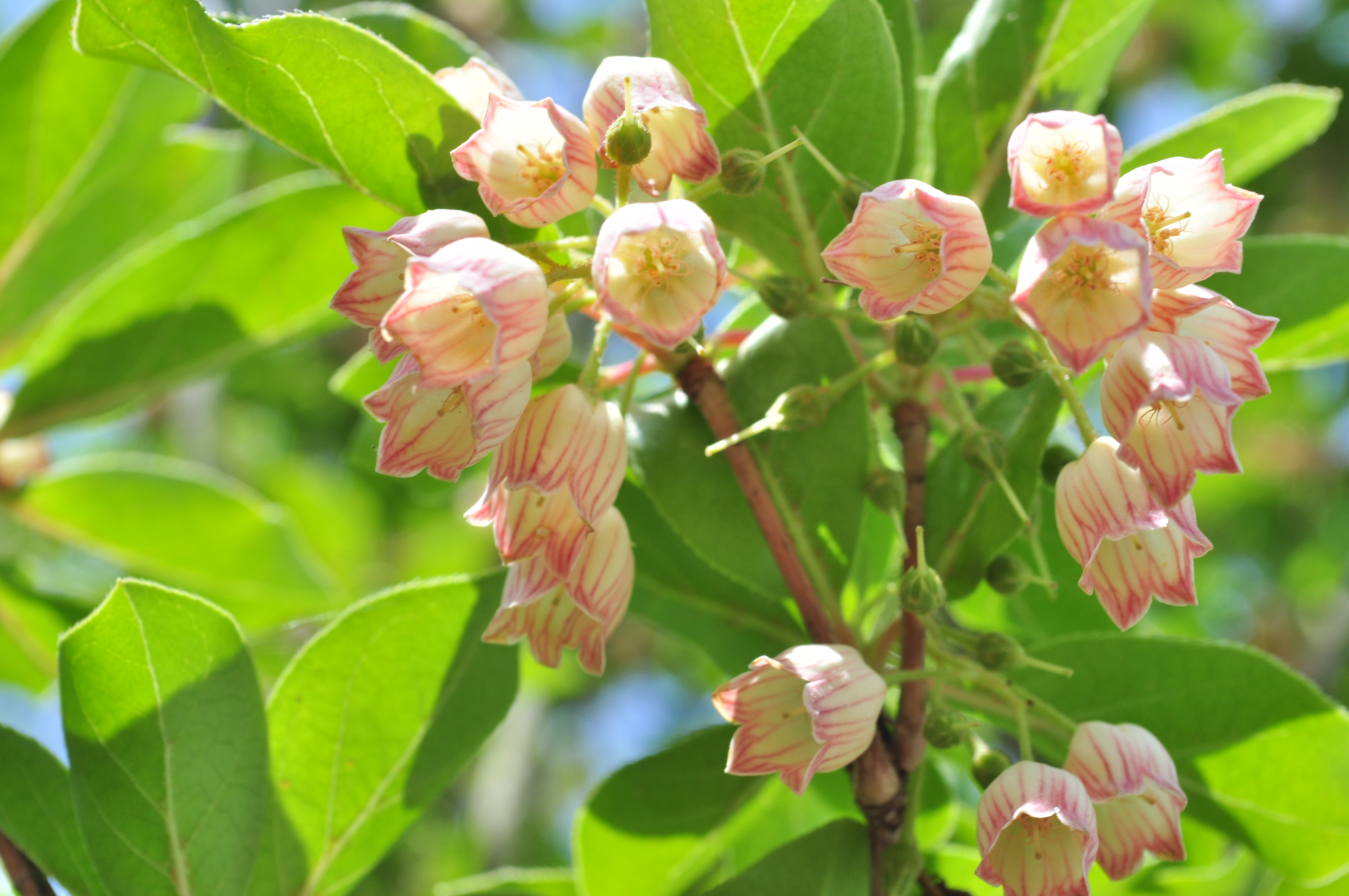
Enkianthus campanulatus
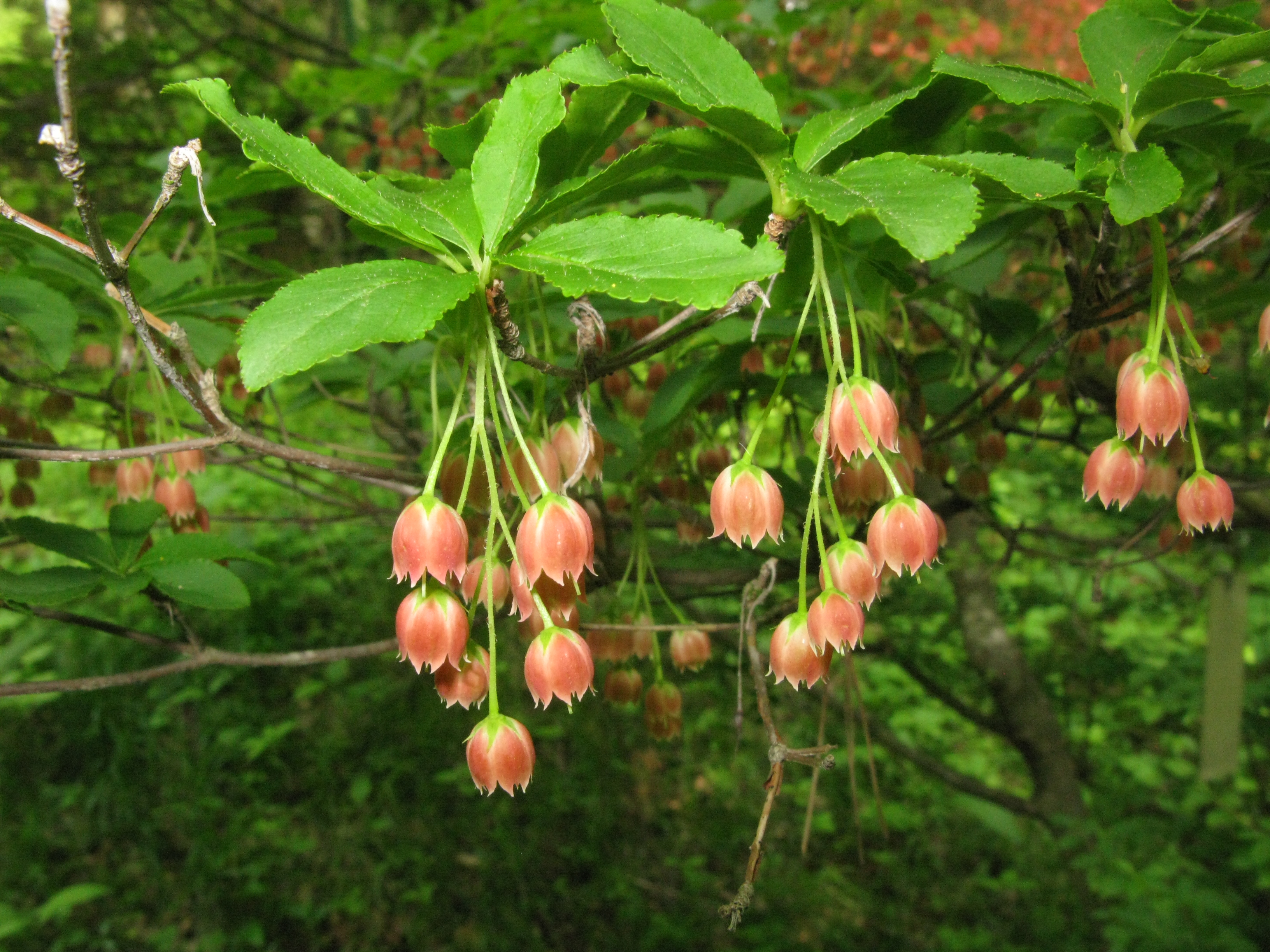
Enkianthus cernuus
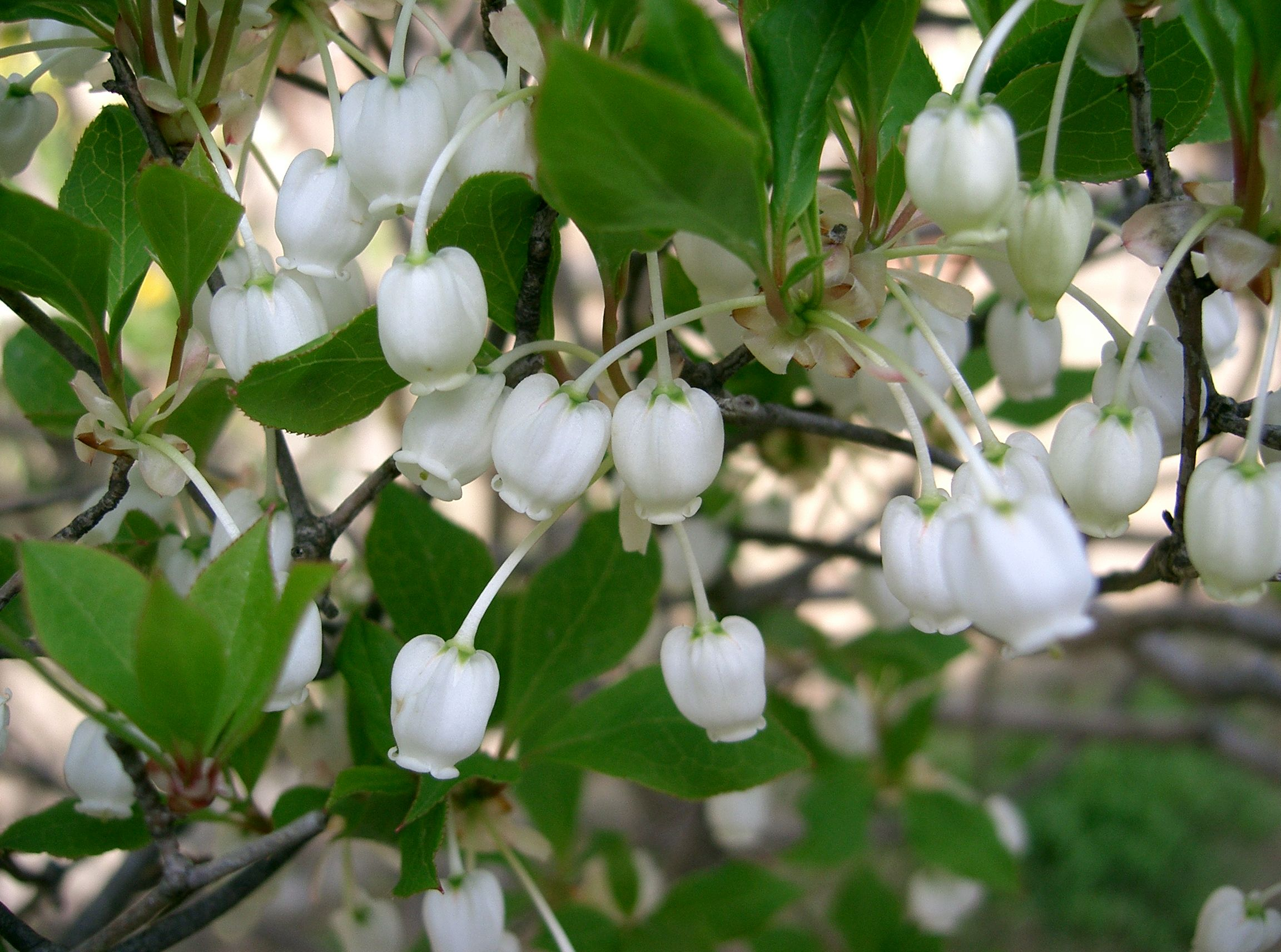
Enkianthus perulatus
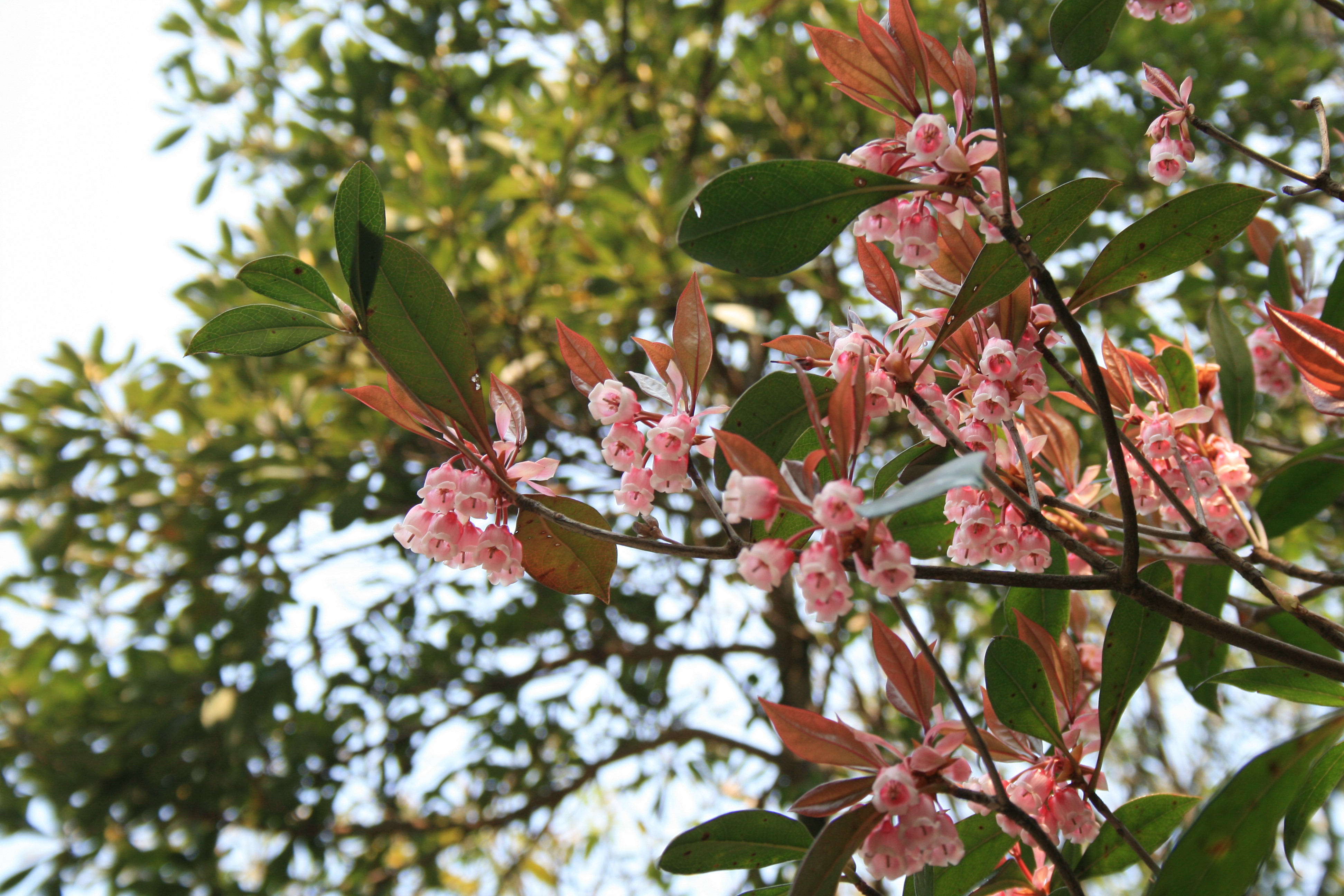
Enkianthus quinqueflorus
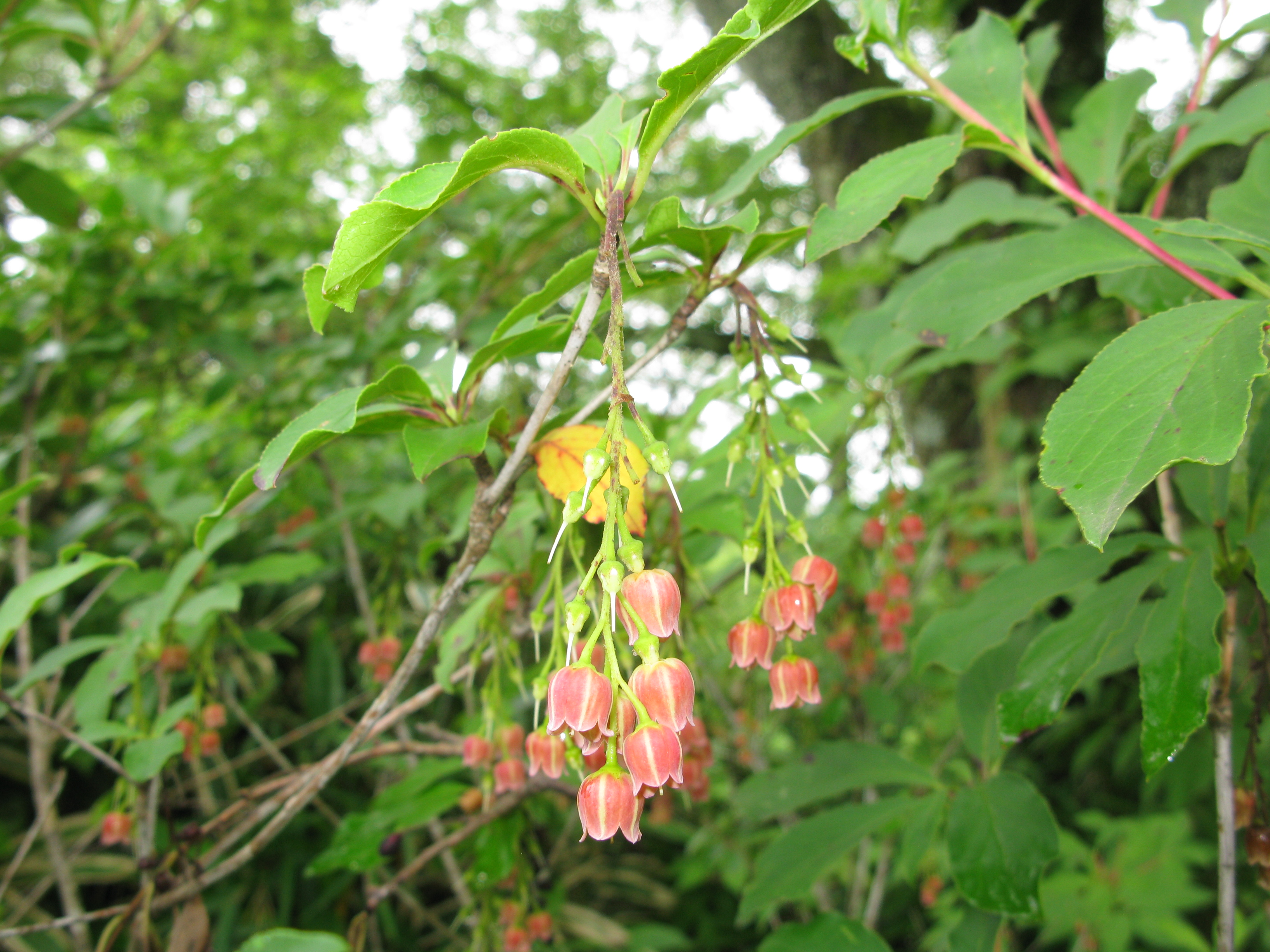
Enkianthus sikokianus
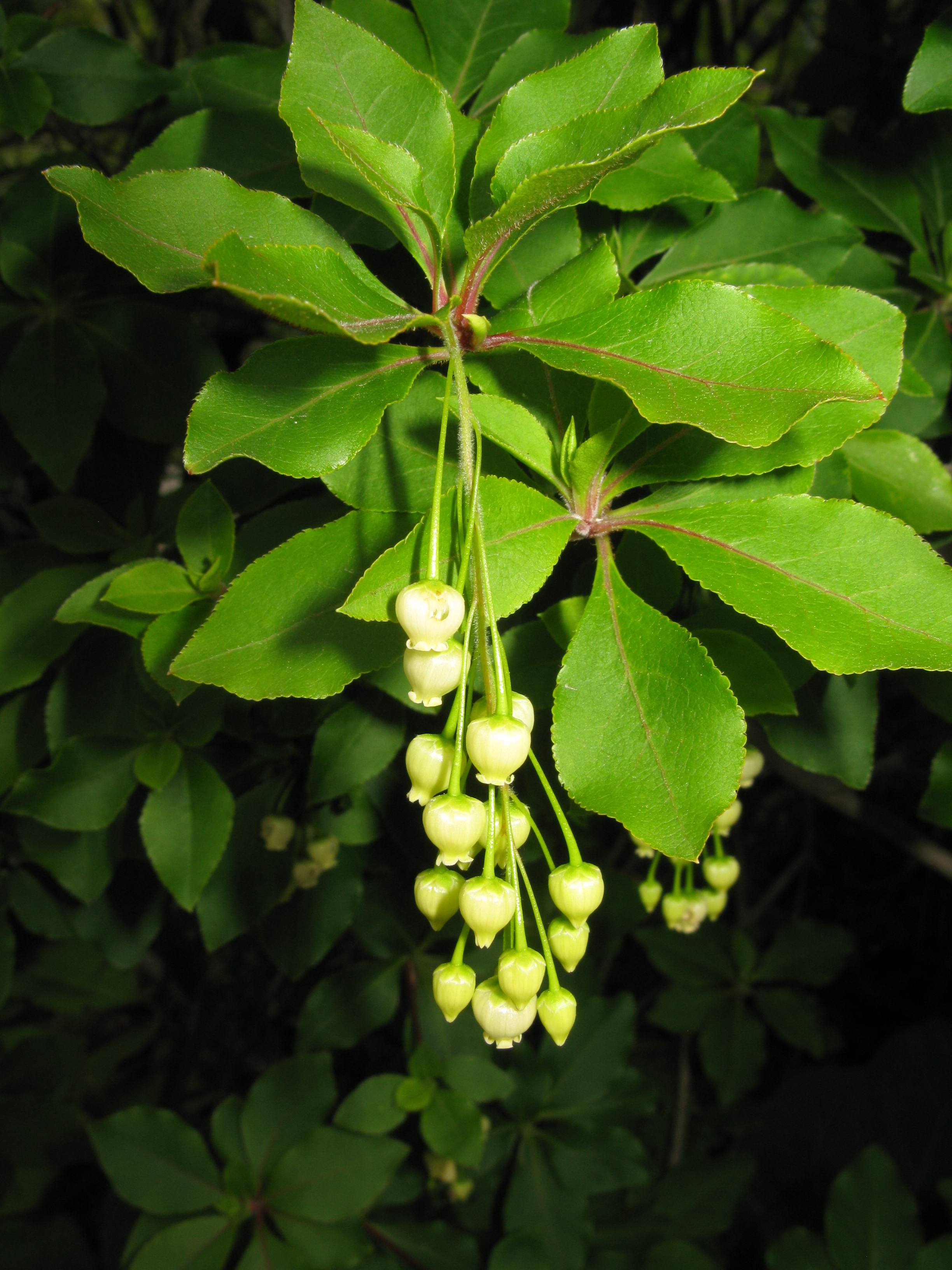
Enkianthus subsessilis

... · 
Acrothamnus · 
Acrotriche · 
Agapetes · 
Agarista · 
Andersonia · 
Andromeda · 
Arbutus · 
Arctostaphylos · 
Calluna · 
Cassiope · 
Chimaphila · 
Daboecia · 
Dracophyllum · 
Empetrum · 
Enkianthus · 
Erica (Dophei) · 
Kalmia · 
Leptecophylla · 
Moneses · 
Monotropa · 
Orthilia · 
(Oxycoccus (Veenbes)) · 
Pieris · 
Pyrola (Wintergroen) · 
Rhododendron (Rododendron) · 
Vaccinium (Bosbes) . 
Woollsia . 
...